# Zumpano
Zumpano est une commune de la province de Cosenza, dans la région de Calabre, en Italie.

## Administration
| Période                                  | Période  | Identité        | Étiquette       | Qualité |
| ---------------------------------------- | -------- | --------------- | --------------- | ------- |
| 30 mai 2006                              | En cours | Claudio Carelli | Centro-Sinistra |         |
| Les données manquantes sont à compléter. |          |                 |                 |         |

### Hameaux
Rovella, Malavicina, Motta, Mennavence, Padula, Cannuzze

### Communes limitrophes
Cosenza, Lappano, Rende, Rovito, San Pietro in Guarano